# 馬約氏南鰍
馬約氏南鰍（學名：Schistura maejotigrina）為輻鰭魚綱鯉形目條鰍科南鰍屬的其中一種。分布於亞洲泰國湄南河北部流域，體長可達5.3公分，棲息在河川底層水域，生活習性不明。

## 扩展阅读
維基物種上的相關：馬約氏南鰍